# خلخالية (فراوان)
خلخالیة (بالفارسية: خلخالیه) هي قرية تقع في إيران في قسم کهن أباد الريفي.